# Desmarestiales
A Desmarestiales a barnamoszatok (Phaeophyceae) osztályának rendje. Lemezes gyökerekkel rögzített kerek vagy lapos hajtásuk van. Sporofiton hajtásuk általában álparenchimát alkot. A rend a Desmarestia nemzetségről kapta nevét, mely nevét Anselme Gaëtan Desmarest francia zoológusról kapta.

## Morfológia

### Sejt
Egyes Desmarestia-fajok vakuólumai kénsavat tartalmaznak. A Desmarestia viridis vakuólumaiban például mennyisége addig nő, hogy a sejtbeli pH 0,53-ig csökken, majd július-augusztus közt tömegesen bocsátják ki a savat, és szeptember-október közt elhalnak, miután az átlagos tengerhőmérséklet eléri a 12 °C-ot.
Több lemezes plasztisza van pirenoid nélkül. Növekedése trichotallikus, életciklusa heteromorf, ivaros szaporodása oogám.

### Szervezet
Álparenchimás, lemezei akár 10 m hosszúak és 1 m szélesek is lehetnek. 2,9–5,9 μm2 lehet üreges mezőjük területe. Trichotallikusan növekszik.

## Élőhely
A Desmarestiales a déli és az északi féltekén is megél. Feltehetően délen alakult ki, és a pleisztocén glaciálisai során vándorolhattak egyes, feltehetően nem antarktiszi, így a magas hőmérsékletű áthaladást túlélni képes tagjai északra.
Az Antarktiszi-félsziget és környező szigetei szublittorális kemény tengerfenéki zónák életközösségét jobbára a Desmarestiales, termékeny erdőket alkotva az arktikus és mérsékelt övezeti erdőkhöz hasonló ökológiai funkcióval. Ennek leggyakoribb fajai az Antarktiszban endemikus Desmarestia anceps, a Desmarestia menziesii és a Himantothallus grandifolius.
2–40 m mélyen él, a nagyobb mélység oka többek közt a hajtások és a korai állapot növekedéséhez szükséges alacsony ({\displaystyle 2-10\mathrm {\mu {mol} \over {m^{2}s}} }) fényigény. A sekély vízi antarktiszi hínárok telített fotoszintézise ({\displaystyle P_{\mathrm {max} }}) és fotoszintézishez szükséges fényigénye ({\displaystyle E_{k}}) magasabb a mélyebb víziekénél, de a fotoszintézis közel ugyanoly hatékony. Megtalálható tengeri erdőkben.

### Terjedés
Újonnan jégmentessé vált területekről, például a Déli-Shetland-szigetek egy részéből Quartino et al. kimutatott 3 Desmarestiales-fajt.

## Életciklus
A Laminarialeshez hasonlóan heteromorf életciklusuk. A sporofitonok álparenchimásak, lehetnek bokrosak, tollszerűek vagy egy vagy több lemezesek. A hajtások egyévesek vagy évelők, maximum 8 m-esek. A gametofiton apró, egy- vagy kétlaki. A Desmarestia antarctica gametofitonja endofiton.
A Desmarestia viridis vakuólumai kénsavtartalma addig nő, hogy a sejtbeli pH 0,53-ig csökken, július-augusztus közt kibocsátják, szeptember-október közt elhalnak, miután az átlagos tengerhőmérséklet eléri a 12 °C-ot. Ez korlátozhatja a tengerisünök mozgását, és könnyítheti új gerinctelen- és hínárpéldányok (beleértve a Laminarialest) életkezdetét.

## Kölcsönhatások
Az epifiton Planomicrobium okeanokoites élhet a kelet-antarktiszi Larsemann-dombság és a György király-sziget körül élő Himantothallus grandifoliuson.
A tengerisünök gyakran esznek Desmarestiales-fajokat, utóbbiak hiánya összefügg a több korallalgával.
Sok 20 m-nél nagyobb mélységben élő vörösmoszatot árnyékolnak.

## Jelentőség
Az antarktiszi példányok szárazanyagának oldódóflorotannin-aránya 0,64–12,21% – az Ascoseira mirabilisé a legkisebb, a Himanthothallus grandifoliusé a legnagyobb. A nemoldódóflorotannin-arány 1,08 és 4,95% között változik. A florotanninkoncentráció jelentősen csökken ultraibolya sugárzás hatására.

## Filogenetika
A barnamoszat-koronacsoportban erősen alátámasztott kládot alkotnak. A Fucales és a Laminariales közeli rokonai, fejlődésükkor feltehetően nem volt 5 °C-nál hidegebb jelentős felszíni tenger.
Molekuláris bizonyítékok alapján közeli rokona a Laminariales. Mitokondriális DNS-elemzés alapján a Laminariales és az Ectocarpales által alkotott klád testvércsoportja.

## Taxonómia
Az AlgaeBase, az ITIS, a Taxonomy Browser és a WoRMS szerint az alábbi családok tartoznak ide:
- Arthrocladiaceae Chauvin, 1842
- Desmarestiaceae (Thuret) Kjellman, 1880

## Genomika
A Desmarestia viridis mtDNS-e 39 049 bp, 38 fehérje-, 25 tRNS-gént és 4 olyan nyitott leolvasási keretet tartalmaz, melynek funkciója 2021-ben ismeretlen volt. A Desmarestia aculeata mtDNS-e 40 822 bp, ugyanannyi génnel és nyitott leolvasási kerettel. Ez utóbbiban azonban feltételezett T7-szerű RNS-polimeráz-gén vagy -pszeudogén lehet. Ennek 2021-ben a ptDNS-ét is szekvenálták, ez 129 228 bp hosszú, 147 fehérje-, 28 tRNS-kódoló génnel és 1 nyitott leolvasási kerettel.

## Fordítás
Ez a szócikk részben vagy egészben  a   Desmarestiales című angol Wikipédia-szócikk ezen változatának fordításán alapul.  Az eredeti cikk szerkesztőit annak laptörténete sorolja fel. Ez a jelzés csupán a megfogalmazás eredetét és a szerzői jogokat jelzi, nem szolgál a cikkben szereplő információk forrásmegjelöléseként.